# 太陽年
太陽年（たいようねん、英: solar year）とは、太陽が黄道上の分点（春分・秋分）と至点（夏至・冬至）から出て再び各点に戻ってくるまでの周期のこと。回帰年（tropical year）ともいう。春分・夏至・秋分・冬至での回帰年を、それぞれ春分回帰年・夏至回帰年・秋分回帰年・冬至回帰年という。

## 概要
回帰年は地球の歳差運動のため、恒星年より約20分24秒短い（春分回帰年の場合）。なお、分点・至点に対する各回帰年は、それぞれ異なる値を示し、平均したものを平均回帰年（平均太陽年）という。

## 太陽年の変化
平均太陽年の長さは一定ではなく、少しずつ短くなっており、現在はおよそ365.242189 日である。変化の原因は、惑星からの引力が、地球の公転軌道運動および歳差に摂動を及ぼすことによる。太陽年の変化は、地球の自転の変化（遅れ）とは別の事象である。
太陽年の変化は次の通りである。
1900年1月0日12時（世界時）の値365日5時間48分45.9747秒 = 31556925.9747 秒 = 365.24219878125 日
2000年1月0日12時（世界時）の値365日5時間48分45.4441秒 = 31556925.4441 秒 = 約365.242192640 日
2008年年央値365日5時間48分45.205秒 = 31556925.205 秒 = 約365.24218987 日
2013年年央値365日5時間48分45.179秒 = 31556925.179 秒 = 約365.24218957 日
2019年年央値365日5時間48分45.147秒 = 31556925.147 秒 = 約365.24218920 日
2023年年央値365日5時間48分45.126秒 = 31556925.126 秒 = 約365.24218896 日
これによれば、1900年から2000年までの100年間に約0.53秒、2000年から2008年の間に約0.24秒、2008年から2013年の間に約0.026秒、2013年から2023年の間に約0.053秒それぞれ短くなっている。
平均太陽年は、100年（正確には1ユリウス世紀）ごとに約0.532秒ずつ短くなっている。もっと精密には、平均太陽年 Y （単位は、日）の計算式は、Tを2000年1月1日0時を起点（元期）としたユリウス世紀とすると、次の通りである。
{\displaystyle Y=365.242\ 189\ 6698-0.000\ 006\ 153\ 59\times T-7.29\times 10^{-10}\times T^{2}+2.64\times 10^{-10}\times T^{3}}
この式から、2100年1月1日0時の太陽年と2000年1月1日0時の太陽年との差は、第2項の0.00000615359に1日の秒数である86400 秒を掛けることにより求めることができ、それは、上記と同じ 約0.532秒となる。

## 太陽年と太陽暦
太陽暦の1年は太陽年にあわせて定められている。400年間に97回の閏日を設けるように決められたグレゴリオ暦の1年間は、平均して正確に365.2425日 = 正確に365日5時間49分12秒 = 正確に31556952 秒であり、2013年の太陽年に比べて約26.821秒長い。このため2013年を基準にすると、3,221年後の西暦5234年にはそのずれは1日に達する。そのころにはグレゴリオ暦で定められた閏日を省くことが必要になる。もしくはグレゴリオ暦が定められた1582年を基準にして、それから約3,200年後の西暦4782年ごろに閏日を省くことになるかもしれない。
ただし、前述のように平均太陽年は100年につき0.532秒ほど短くなっているので、実際にはもっと早い時点で1日の誤差が生じると考えられる。